# E-Rotic
E-Rotic（エロティック）は、ドイツのテクノポップ、ダンスユニットである。このグループは音楽の中に性的な表現を多用し、人気を得ている。

## 歴史
1994年11月、「Max Don't Have Sex With Your Ex」でデビュー。1995年に発売された1stアルバム「Sex Affairs」は、ヨーロッパだけで100万枚を超えるセールスを記録し、人気を獲得した。日本では、1996年3月に、当時のIntercord Japanレーベル[EMI]（それからi-Danceレーベル[EMI]を経て、2012年にEMIが吸収される形で、Universal musicレーベルへ）が、レーベル第1弾アーティストとして、ドイツでの4thシングル「Willy Use A Billy... Boy」を、日本でのデビューシングルとし、発売した。その後、ドイツや世界中のチャートを席巻し、E-Roticは世界中で一躍有名になった。その後もセールスはのび続け、累計600万枚を突破。1990年代に世界で最も成功したドイツのダンスグループとなった。また、2000年2月にはユーロビジョン・ソング・コンテスト2000のドイツ代表を決定する大会に楽曲「Queen Of Light」を引っ提げて1番目に歌い参加するも、6位に終わった。

## メンバー
1994年結成時のメンバーはen:Missing Heartの女性ヴォーカリストのLyane Leighと、男性ラッパーRichard Michael Smith（別名Raz-Ma-Taz）の2人、プロデューサーのen:David Brandes。
1996年にLyane LeighとDavid Brandes間の契約問題から、女性ヴォーカリストをスイス出身のジャネット・クリステンセン、男性ラッパーをニューヨーク出身のテレンス・ダービー（テレンス・トレント・ダービーとは別人）に交代した。ところがこの2人は実はステージパフォーマーに過ぎず、実際のレコーディングにおいてヴォーカルは引き続きLyane Leigh、ラップはDavid Brandesが務めていた。この事実は極秘とされ、後年David Brandesによって明らかにされた。なお、並行してLyane LeighとRichard Michael Smithはen:S.E.X. AppealというE-Roticと似たコンセプトの別グループを結成している。
1996年、男性ステージパフォーマーをChé Jouanerに交代した。
1999年、女性レコーディングヴォーカリストをLydia Madajewskiに交代した。
2001年、女性ステージパフォーマーをYasemin Baysalに交代した。
2002年、男性ステージパフォーマーをRobert Speharに、女性ステージパフォーマーをLydia Madajewskiに交代した。
2004年、女性ステージパフォーマー兼女性レコーディングヴォーカリストのLydia Madajewskiがグループを去ったため、活動停止。
2014年12月、結成時の女性ヴォーカリストのLyane LeighがE-Roticに戻ってくることを決意。男性パフォーマー兼レコーディングラッパーは、Stephen Appleton。2015年内にグループをまとめ、BROS MUSICのIcezone Musicから、過去のヒット曲を再レコーディングしたものや新しい楽曲を含んだ新しいベストアルバムを発売する予定だという。2016年、新シングル「Video Starlet」を発表。
| 年           | 女性パフォーマー     | 主要女性ヴォーカリスト | 男性パフォーマー      | 主要男性ラッパー |
| ------------ | -------------------- | ---------------------- | --------------------- | ---------------- |
| 1994-1996    | Lyane Leigh          | Lyane Leigh            | Richard Michael Smith | David Brandes    |
| 1996         | Jeanette Christensen | Lyane Leigh            | Terence d'Arby        | David Brandes    |
| 1996-1999    | Jeanette Christensen | Lyane Leigh            | Ché Jouaner           | David Brandes    |
| 1999-2001    | Jeanette Christensen | Lydia Madajewski       | Ché Jouaner           | David Brandes    |
| 2001-2002    | Yasemin Baysal       | Lydia Madajewski       | Ché Jouaner           | David Brandes    |
| 2003         | Lydia Madajewski     | Lydia Madajewski       | Robert Spehar         | David Brandes    |
| 2014-Present | Lyane Leigh          | Lyane Leigh            | Stephen Appleton      | Stephen Appleton |

## 作品
タイトル前に「・」がついているものは、日本でも発売された作品

### シングル
- i-Dance(Intercord Japan)/Intercord、Epic、BMG、BROS MUSICレーベル
- 1994年 : Max Don't Have Sex With Your Ex
- 1995年 : Fred Come To Bed
- 1995年 : Sex On The Phone（2009年に、S.E.X. Appealとしてもシングルカットしている）
- 1996年 :・Willy Use A Billy... Boy（※Billy Boyはコンドームの商品名）
- 1996年 :・Help Me Dr. Dick
- 1996年 :・Fritz Love My Tits
- 1996年 : Gimme Good Sex
- 1996年 : Who Wants To Live Forever (Promotional Single)
- 1996年 : Love Message (with Masterboy, Fun Factory, Mr. President, Scooter & Worlds Apart) (Featured Single)
- 1997年 :・Turn Me On
- 1997年 :・The Winner Takes It All
- 1997年 : Thank You For The Music
- 1998年 :・Baby Please Me
- 1998年 : Die Geilste Single Der Welt (Promotional Single)
- 1999年 : Don't Say We're Through
- 1999年 :・Oh Nick Please Not So Quick
- 1999年 : Kiss Me
- 1999年 : Mambo No. Sex
- 2000年 :・Gimme Gimme Gimme
- 2000年 : Queen Of Light（Missing Heartのアルバム「Mystery」にも収録された）
- 2000年 : Missing You
- 2000年 : Don't Make Me Wet
- 2001年 : L.O.V.E. (Sex on the Beach)
- 2003年 : Max Don't Have Sex With Your Ex (2003 Dance Mix) (Promotional Single)
- avexレーベル/BROS MUSICレーベル
- 2001年 :・Billy Jive (With Willy's Wife)（中京テレビ放送『あんたにグラッツェ!』エンディング曲）
- 2001年 : King Kong
- 2002年 : Mi Amante
- 2003年 : Heartbreaker
- レーベル不明
- 2005年 : Max Don’t Have Sex with Your Ex 2005 (E-Rotic vs. Twister)
- 2006年 : Lust 4 Life
- 2007年 : I’m Over You
- BROS MUSIC Icezone Musicレーベル
- 2016年 : Video Starlet

### アルバム
- i-Dance(Intercord Japan)レーベル/Intercord、Epic、BMG、BROS MUSICレーベル
- 1995年 :・Sex Affairs
- 1996年 :・The Power of Sex
- 1997年 :・Sexual Madness
- 1997年 :・Thank you for the music（ABBAをカバーしたアルバム）
- 1998年 :・Greatist Tits (Compilation Album)
- 1999年 :・Kiss Me（ドイツとロシアでは「Mambo No. Sex」）
- 2000年 :・Gimme Gimme Gimme（ドイツとロシアでは「Missing You」表記も）
- 2000年 :・Dancemania Presents E-ROTIC Megamix (Remix Album)
- 2001年 :・Sexual Healing
- 2001年 :・The Very Best Of E-ROTIC (Compilation Album)
- 2002年 :・The Collection (Compilation Album)
- 2003年 :・Total Recall（レーベル上の問題から、海外では収録されている、日本ではavexレーベルから発売されたアルバムの楽曲は、すべて省かれている）(Remix Album)

- avexレーベル/BROS MUSICレーベル
- 2001年 :・Sex Generation
- 2003年 :・Cocktail E-ROTIC

また、E-Roticの作品はKONAMIの『ダンスダンスレボリューション』シリーズにも使用されている。i-Dance(Intercord Japan)レーベルのコンピレーションアルバムダンスマニアにも、1から長期にわたり収録され続けた。『ダンスマニア』には、5から、Missing Heartが、X1とX3には、S.E.X. Appealも収録されていた。また、Missing Heartは、2000年に日本だけのアルバム「Mystery」を発売している。なお、Mysteryでの女性ボーカルは大半がLydia Madajewski、一部がLyane Leigh、Jeanette Christensenである。